# Ein Geschenk der Götter
Ein Geschenk der Götter ist ein Spielfilm des Regisseurs Oliver Haffner aus dem Jahr 2014. Die arbeitslose Schauspielerin Anna übernimmt widerstrebend die Leitung eines Schauspielkurses für acht Langzeitarbeitslose. Trotz vielfältiger Widerstände gegen die verpflichtende Bildungsmaßnahme formt sich aus den frustrierten Einzelkämpfern nach und nach eine eingeschworene Gruppe. Seine Uraufführung erlebte  Ein Geschenk der Götter am 28. Juli 2014 auf dem Filmfest München. Kinostart war am 9. Oktober 2014.

## Handlung
Unerwartet verliert die Schauspielerin Anna ihre Anstellung an einem kleinen Stadttheater, für das sie jahrelang auf der Bühne stand, und findet sie sich nun in der Tristesse des örtlichen Jobcenters wieder. Auf Drängen ihrer theaterbegeisterten Sachbearbeiterin Schnallenberger übernimmt sie die Leitung eines Schauspielkurses für acht Langzeitarbeitslose.
So begegnet sie acht höchst unterschiedlichen Charakteren, „schwer Vermittelbaren“: Da ist Friederike, Mutter zweier Töchter, die unter der Unberechenbarkeit ihres psychisch kranken Manns leidet, Legastheniker Max, die hibbelige Dauerpraktikantin Linda, die übergewichtige Ex-Kinderpflegerin Betty, der tragische Fahrlehrer Hubert, der ledige Bibliothekar Alfred, Franz, der mit seinem Tischlerbetrieb Konkurs ging und der Grieche Dimitri, Idealist und Macher, der auf seine neue Kursleiterin von Anfang an ein Auge geworfen hat. Anna entscheidet sich, die antike Tragödie „Antigone“ von Sophokles zu erarbeiten.
Wie zu erwarten, sehen die zum Schauspielen verdonnerten Teilnehmer nicht allzu viel Sinn darin. Jeder ist mit sich und den eigenen Lebensdramen beschäftigt, das Misstrauen ist groß. Enttäuscht hält Anna nach beruflichen Alternativen Ausschau und kontaktiert den gut vernetzten Regisseur Klaus. Dieser sucht jedoch mit Anna eher den körperlichen als den künstlerischen Austausch. Auch Emily, ihrer Mitbewohnerin und ehemaligen Schauspielkollegin, gelingt es nicht, Anna aufzubauen. Erst als Anna eines Nachts dem verzweifelten Fahrschullehrer Hubert zufällig begegnet, hält ihr dieser Moment einen Spiegel vor, so dass sie ihre Situation neu sehen kann. Mit frischem Elan kehrt sie zur Gruppe zurück und tatsächlich finden die Teilnehmer mehr und mehr Gefallen am Spiel und an der Auseinandersetzung mit dem Text. Ausgerechnet jetzt trifft die Nachricht ein, dass die Bildungsmaßnahme nicht länger finanziert wird. Doch zu Annas großem Erstaunen entschließt sich die Gruppe, weiter zu proben – in Franz’ ehemaliger Werkstatt. Zunehmend geben sich die Teilnehmer gegenseitig Stärke und Halt, die festgefahrenen, persönlichen Dramen geraten in Bewegung, und auch Anna findet zu neuer Zuversicht – und entdeckt dabei ihr Regietalent.
Zwischen ihr und Dimitri knistert es mittlerweile heftig und sie verbringen eine gemeinsame Nacht – wobei Dimitri sie in ein Geheimnis einweiht. Am nächsten Morgen ist von der süßen Leichtigkeit nicht mehr viel übrig: Am Frühstückstisch schämt sich Anna ganz fürchterlich für den One-Night-Stand. Zu allem Überfluss hat Frau Schnallenberger ihre Kontakte spielen lassen – die Truppe wird zur Aufführung ihrer „Antigone“ ans Stadttheater eingeladen. Alle sind begeistert, doch Anna steigt aus: mit Laien vor ihren alten Kollegen aufzutreten ist ihr unvorstellbar! Zumal Dimitri plötzlich spurlos verschwunden und die Rolle des Königs Kreon damit vakant ist. Da tritt die bislang leise und schwache Friederike Anna mit den Worten Antigones entschlossen entgegen und macht ihr klar, dass sie ihrer eigenen Scham ins Auge blicken muss und die Gruppe nicht aus persönlicher Feigheit verraten darf.
Die Aufführung wird ein Erfolg. Anna spielt Dimitris Rolle und fühlt sich erstmals auf der Bühne und im Leben am richtigen Platz. Wochen später sucht und findet Anna Dimitri in Griechenland und bittet ihn um eine zweite Chance. Ob er sie ihr gibt, bleibt ungewiss.

## Produktion und Hintergründe
Die einzige im Film verwendete Musik sind die Stücke 3 und 4 aus Franz Schuberts Moments musicaux. Haffner hörte diese Stücke seines Lieblingskomponisten Schubert bereits, während er das Drehbuch schrieb. Durch den sparsamen Einsatz wollte er zum einen vermeiden, dass die Emotionen im Film vordergründig durch Musik entstehen. Zum anderen wollte er auch den dokumentarischen Charakter des Films unterstützen. Der Pianist Rudi Spring spielte die Stücke ein.
Hauptdrehort war das baden-württembergische Ulm.
Der Film entstand in Koproduktion mit dem Südwestrundfunk. Gefördert wurde der Film von der Medien- und Filmgesellschaft Baden-Württemberg und dem Deutschen Filmförderfonds.
Knapp 30.000 Zuschauer sahen den Film im Kino.

## Rezensionen
Cinema bewertet den Film als „liebenswerte, aber überraschungsarme Außenseiterkomödie mit dramatischen Untertönen“. Zu einem ähnlichen Fazit kommt Rainer Gansera in der Süddeutschen Zeitung: „Die in Ulm angesiedelte Mutmach-Story entwickelt sich vorhersehbar, doch Oliver Haffner überrascht mit satirischer Schärfe.“ Besonderes Lob findet die SZ für die Leistung von Katharina Marie Schubert. Hans-Ulrich Pönack bewertet den Film im Deutschlandradio Kultur als überraschend kleinen feinen Ensemble-Film, in welchem Oliver Haffner „ein respektables, pfiffiges Kleinod geschaffen“ hat. In Summe ist Ein Geschenk der Götter für ihn „eine gelungene, stimmungsvolle deutsche Working-Class-Komödie um Selbstachtung, Würde und solidarischer Energie“. TV Spielfilm schließt sich dem positiven Fazit an: „Oliver Haffners Ensemblestück erinnert gerade in seiner Milieuzeichnung eher an Brit-Komödien als an hiesige Schenkelklopfer. Typen und Theaterwelt sind einfach köstlich. Dass er lange keinen Vertrieb fand, zeigt, dass in der hiesigen Kinolandschaft etwas gehörig falsch läuft.“

## Auszeichnungen
- 2014: Bayern 2 und SZ Publikumspreis (Filmfest München)
- 2014: Förderpreis Neues Deutsches Kino „Beste Produktion“ (Filmfest München)
- 2014: Goldener Biber, „Bester Spielfilm“ (Biberacher Filmfestspiele)
- 2014: Nominiert zum Metropolis Regiepreis „Bester Nachwuchsregisseur“
- 2014: Bayerischer Filmpreis für Katharina Marie Schubert als „Beste Hauptdarstellerin“
- 2015: Deutscher Filmpreis 2015: Katharina Marie Schubert nominiert als beste Hauptdarstellerin
- 2015: Deutscher Schauspielerpreis in der Kategorie Bestes Ensemble[10]

## Festivalteilnahmen
- Filmfest München
- Biberacher Filmfestspiele
- Kinofest Lünen

## Adaption
Am 10. November 2018 feierte ein gleichnamiges Theaterstück auf der Bühne im Museum der Stadt Bad Schwartau Premiere. Inszeniert hatte das Stück die „bühne 15“ der Volkshochschule Bad Schwartau. Im Januar 2020 führte das Theater „Gemischtwarenladen“ das Stück einige Male an der Bodensee-Schule St. Martin auf. Regie führte Dagmar Mader.